# Spetskhan

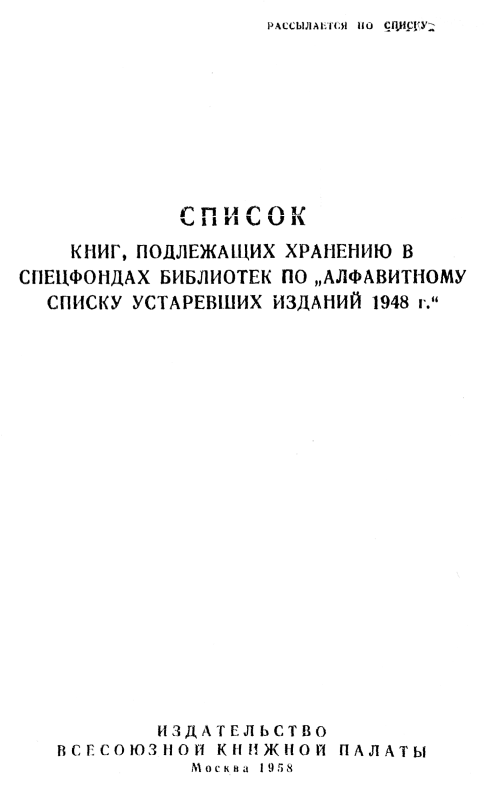
Page de couverture de la Liste des livres à stocker dans les spetskhrans des bibliothèques, par ordre alphabétique, édition de 1948.

Un spetskhran, de l'abréviation russe : Спецхран (отдел специального хранения), « département de conservation spéciale », est un département spécialisé des bibliothèques de l'Union soviétique dans lequel l'accès aux documents était limité. Dans ces départements se trouvaient les publications qui ne pouvaient être lues par le grand public en raison de considérations idéologiques ou autres.
Pour consulter des livres des spetkhrans, une demande écrite de l'employeur du lecteur était exigée, ainsi qu'une série d'autres documents particulièrement difficile à obtenir. Il était interdit de faire référence à ces documents.

## Fonds spéciaux dans la pratique bibliothécaire mondiale
Des sections dans lesquelles étaient conservés des ouvrages non consultables par un large public ont existé dans différentes bibliothèques au monde. Mais, à la différence de celles qui ont existé en Union soviétique, les livres consignés dans ces sections ne l'étaient pas pour des raisons politiques. Une des plus anciennes de ces sections, l'Enfer, a existé dès le XVIe siècle au sein de la Bibliothèque royale, devenue Bibliothèque nationale de France.
Jusqu'à la Révolution, cette section a cependant reçu des livres interdits et confisqués pour motifs politiques ou religieux, fonction proche de celle des spetskhrans. La Bibliothèque du Vatican a conservé des livres inscrits à l'Index librorum prohibitorum.

## Apparition en Union soviétique
L'apparition des spetskhrans remonte au début des années 1920. En vertu d'une ordonnance du conseil des commissaires du Peuple du 30 juin 1920, la chambre de littérature (ru) commence à recevoir 3 exemplaires des publications secrètes de l'Armée rouge, du conseil militaire révolutionnaire (ru), et de la Tchéka. En 1921, lui sont aussi transmis les journaux et revues de l'émigration russe.
Les premiers spetskhrans sont créés dans les bibliothèques sur la base d'une décision du conseil des commissaires du Peuple de la RSFSR du 12 décembre 1921.
Selon un décret du Comité exécutif central russe (ru) et une ordonnance du commissariat du Peuple à l'éducation du12 janvier 1922, prise à l'initiative de Léon Trotsky, une section secrète doit recevoir les livres confisqués publiés sans l'autorisation de la censure. Une ordonnance du conseil des commissaires du Peuple du 14 décembre 1921, prescrit de transmettre ces publications à la bibliothèque du musée Roumiantsev et bibliothèque d'État de Petrograd. Elle demande au commissariat du Peuple à l'éducation, en lien avec le conseil des commissaires, de préparer une instruction sur les conditions de conservation et d'utilisation des documents secrets.
Celle-ci n'est possible qu'avec l'accord du commissaire à l'éducation ou de ses adjoints, des membres du comité central du parti communiste bolchévique de Russie ou de son praesidium. Une liste des documents consultés doit être établie, avec la mention de la profession, du nom, du patronyme et du prénom de la personne autorisée à consulter. En 1923, les spetskhrans passent sous le contrôle de la Direction générale pour les affaires littéraires et d'édition et du Comité politique central du commissariat du Peuple à l'éducation (ru). Les bibliothèques sont expurgées, et la littérature « ancienne », parfois presque tous les ouvrages d'histoire et de philosophie, en raison de leurs tendances « monarchistes et idéalistes », y est envoyée. Dans la période stalinienne, les règles sont durcies, et les ouvrages ne faisant même que mentionner le nom d' «ennemis du peuple», comme celui de Trotsky, doivent aussi être conservés dans les spetskhrans.

## Ouvrages détenus dans les spetskhans
Les ouvrages détenus dans les spetskhans étaient :
- les publications non communistes de la période de la guerre civile ;
- les livres soviétiques des années 1918-1936 qui mentionnaient des personnalités mises à l'écart par le pouvoir, comme Trotski, Zinoviev, Kamenev, Boukharine, etc. ;
- les livres, revues et journaux en russe, publiés par l'émigration russe ou des éditions étrangères, quel que soit leur contenu :
- les livres, revues et journaux en langue étrangère.

La littérature étrangère était répartie dans deux grandes catégories : celle d'usage commun, avec une diffusion ouverte dans les bibliothèques, et celle qui en est exclue. Cette dernière catégorie se répartissait elle-même en quatre sous-catégories, 1с, 2с, 3с et 4с. Seuls le comité central du Parti communiste de l'Union soviétique, le KGB, la Bibliothèque d'État V. I. Lenine et l'Institut d'information scientifique pour les sciences sociales de l'Académie des sciences (ru) pouvaient détenir des documents de la liste 1с. Les autres listes étaient de diffusion plus large, mais les spetskhrans de la catégorie 4с, comme par exemple celui de l'Académie des sciences de l'URSS ne disposaient que d'un quart des livres venant de l'étranger et interdits à l'usage commun.
En 1988, le spetskhran de la Bibliothèque Lenine détenait plus de 300 000 cotes de livres, plus de 560 000 cotes de revues, et pas moins d'un million pour les journaux,.

## Liquidation des spetskhrans
À partir de mars 1987, en lien avec la politique de liberté d'information de la Glasnost, le transfert des livres des spetskhrans vers les fonds ouverts commence. Une commission spéciale est créée pour examiner les listes. À la fin 1988, 7 930 éditions sont déjà transférées. Parmi celles-ci, 462 sont « clairement de caractère antisoviétique, insultant Lenine, le PCUS, l'État et le peuple soviétique, ou antirévolutionnaire, sioniste ou nationaliste ». Les œuvres des écrivains soviétiques émigrés figurent dans les spetskhrans, à côté de la littérature pornographique et fasciste, ou des livres sur les explosifs ou les drogues.
Les spetskhrans sont finalement liquidés en même temps que la censure, le 9 juin 1990, par une décision de la direction centrale de la protection des secrets dans la presse. Elle prévoit de transférer tous les livres dans les fonds communs.

#### En russe
- (ru) Шикман, А. П. (A. P. Chikman), « Совершенно несекретно » [« Complètement non secret »], Советская библиография, no 6,‎ 1988, p. 3-12 ;
- (ru) К. В. Летова (K. B. Lioutova), Спецхран Библиотеки Академии наук [« Le spetskhran de la bibliothèque de l'Académie des sciences »], Saint-Pétersbourg, издательским отделом БАН,,‎ 1999 (lire en ligne) ;
- (ru) 1933. 16 июня. Секретный циркуляр ЦК ВКП(б) n° 113/79 о спецхранах в библиотеках [« 1933. 16 juin. Circulaire secrète n° 113/79 du comité central du parti communiste (bolchévique) sur les sections de conservation spéciale dans les bibliothèques »], Открытый текст texte ouvert,‎ 2000 (lire en ligne) ;
- (ru) М.В. Зеленов (M. V. Zelenov), « СПЕЦХРАН И ИСТОРИЧЕСКАЯ НАУКА В СОВЕТСКОЙ РОССИИ В 1920–1930-е ГОДЫ » [« Spetskhan et science historique dans la Russie soviétique dans les 1920-1930 »], sur opentextnn.ru, Открытый текст texte ouvert,‎ 2000 (consulté le 9 mai 2018) ;
- (ru) С. Джимбинов (S. Djimbinov), « Эпитафия спецхрану?.. » [« Une épitaphe pour un septskhan ? ... »], Новый мир, no 5,‎ 1990 (lire en ligne) ;
- (ru) Б. М. Саров (B. M.Sarov), « Зачем мы открываем запасники » [« Pourquoi avons-nous ouvert les réserves ? »], Огонёк, no 3,‎ 1990 (lire en ligne) ;

#### En anglais
- (en) V. D. Stelmakh, « Reading in the Context of Censorship in the Soviet Union », Libraries & Culture, vol. 36, no 1,‎ 1er février 2001, p. 143–151 (ISSN 2166-3033, DOI 10.1353/lac.2001.0022, lire en ligne, consulté le 19 mai 2018) ;
- (en) Nadezhda Ryzhak, « Censorship in the USSR and the Russian State Library », Russian State Library, Moscow, Russia,‎ 2004 (lire en ligne [PDF]).

#### En allemand
- (de) Peter Bruhn, « Glasnot im sowjetischen Bibliothekwesen », Zeitschrift für Bibliothekwesen und Bibliographie, Frankfurt am Main, no 36.1989, cahier 4,‎ 1989, p. 360-366 (lire en ligne).